# マリー・アマーリエ・フォン・バーデン
マリー・アマーリエ・エリーザベト・カロリーネ・フォン・バーデン（ドイツ語: Marie Amalie Elisabeth Karoline von Baden, 1817年10月17日 - 1888年10月17日）は、ドイツのバーデン大公家の大公女で、スコットランド貴族の第11代ハミルトン公爵ウィリアム・ダグラス＝ハミルトンの妻。

## 生涯
バーデン大公カールと、その妻でフランス皇帝ナポレオン1世の養女であるステファニー・ド・ボアルネの間の第5子、三女として生まれた。1843年2月23日にマンハイムにおいて、ハミルトン公爵家の嗣子で小説家ウィリアム・ベックフォードの外孫にあたるダグラス侯爵と結婚した。夫は1852年にハミルトン公爵を襲爵した。
公爵夫妻は当初、アラン島のブロディック城で、その後はサウス・ラナークシャイアのハミルトン宮殿で暮らした。マリー・アマーリエは1855年にカトリックに改宗している。1863年に夫と死別すると故郷に戻り、1888年に保養地のバーデン＝バーデンで死去した。

## 子女
- ウィリアム・アレクサンダー・ルイス・スティーヴン（1845年 - 1895年） - 第12代ハミルトン公爵
- チャールズ・ジョージ・アーチボルド（1847年 - 1886年） - 第7代セルカーク伯爵
- メアリー・ヴィクトリア（1850年 - 1922年） - 1869年にモナコ公アルベール1世と結婚（1880年に離婚）、1880年にフェレティクス・フォン・トルナ侯タッシロ（1850年 - 1933年）と再婚